# Almina (schiereiland)

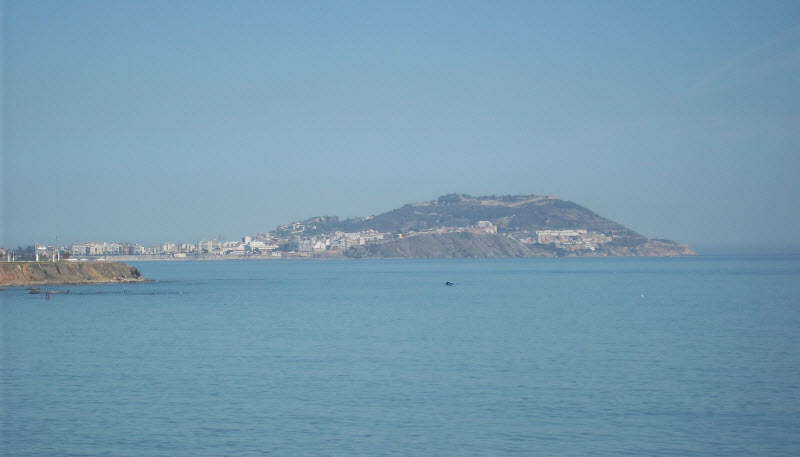
Almina vanaf de Marokkaanse kust.

Almina (Spaans: Península de Almina) is een schiereiland dat een groot deel van het oostelijke deel van de Spaanse stad Ceuta in Noord-Afrika beslaat. Het wordt gedomineerd door de top van de Monte Hacho. Het schiereiland bevat het meest oostelijke punt van Ceuta, Punta Almina, en is verbonden met de rest van Ceuta door een landengte van amper 100 meter breed.
Het kleine Isla de Santa Catalina ligt voor de noordkust van het schiereiland.